# Jean-Frédéric Edelmann (fill)
Jean-Frédéric Edelmann (Estrasburg, 17 de febrer de 1795 - L'Havana, Cuba, 1848) fou un pianista i compositor francès. Era fill de Marcelline Caire i del també músic Jean-Frédéric Edelmann.
Estudià al Conservatori de París. El 1812 hi guanyà el premi d'harmonia i la plaça de professor auxiliar de piano. Després de diversos viatges per Europa, acompanyat de la seva mare, arribà als Estats Units, i recorregué, a més, d'aquell país, Mèxic, la Guyana i les Antilles. Arribà a l'Havana el 1822, on es va presentar al públic al Teatre Principal en companyia del tenor Keene. Hi va fixar la seva residència i hi morí el 1848.
Fou el primer pianista d'anomenada que arribà a aquella capital i hi fundà una botiga de música i una casa editorial (1836), que més tard va pertànyer a Antonio López, empresa que contribuí molt a la divulgació de la música al país. En les ensenyances d'aquest pianista s'inspiraren Cecilia Arizti, Manuel Saumell Robredo i altres autors que van donar renom a la música cubana. Malgrat que va escriure molt, només publicà dues composicions per a piano i, la Polonesa, d'Ole Bull, i unes variacions sobre El carnaval de Venècia.